# Расстрел югославской колонны в Тузле
Расстрел югославской колонны в Тузле (серб. Напад на колону ЈНА у Тузли) — эпизод Боснийской войны, в ходе которого боснийские боевики совершили нападение на отходящую из Тузлы из казармы «Хусинска буна» колонну 92-й моторизованной бригады югославской армии 15 мая 1992 года. В ходе нападения погибло по разным данным от 51 до 200 человек, ещё 50 человек получили ранения разной степени тяжести, 140 попали в плен.
Примечательным является тот факт, что колонна 92-й моторизированной бригады югославской народной армии эвакуировалась из казармы «Хусинска буна» в Тузле на территорию Сербии в рамках соглашения о прекращении огня. Снайперский огонь по колонне начался в момент прохождения Скоевской улицы.
В 2007 году по обвинению в военном преступлении был задержан и осужден на 12 лет этнический хорват Илия Юршич, который по версии сербской стороны отдал приказ об обстреле колонны.